# Roberto Mancini
Roberto Mancini (Iesi, provincia de Ancona, 27 de noviembre de 1964) es un exfutbolista y entrenador italiano. Actualmente está sin club.

## Trayectoria

### Como jugador
Después de darse a conocer en el Bolonia, es descubierto por la Sampdoria, el equipo que lo catapulta a la fama y al que llega en 1982. Allí, formó pareja atacante con Gianluca Vialli, otro de los grandes jugadores italianos de la época, hasta que este partió rumbo a la Juventus. En la Sampdoria, Mancini logró ganar cuatro Copas italianas, un Scudetto y una Recopa, además de acercarse a ganar otra Recopa y la Champions League, ante el Barcelona en ambos casos.
Compartió vestuario en la Sampdoria con jugadores como Ruud Gullit, Gianluca Vialli, Toninho Cerezo, Siniša Mihajlović, Juan Sebastián Verón, Vincenzo Montella, Attilio Lombardo, Gianluca Pagliuca, Clarence Seedorf, Amedeo Carboni, Enrico Chiesa, y David Platt, entre muchos otros. Asimismo, progresó bajo la tutela de técnicos como Vujadin Boškov y Sven-Göran Eriksson.
Después de militar durante 15 años en el equipo genovés, recala en la Lazio, donde ganó un scudetto, dos Copa Italia y una Recopa. Allí llegó de la mano de Sven-Göran Eriksson, quien lo dirigió anteriormente, y volvería a hacer equipo con algunos de sus excompañeros, además de otros grandes referentes como Marcelo Salas, Dejan Stanković y Pavel Nedvěd.
En enero de 2001 fue cedido al Leicester City, donde, después de jugar cinco partidos, anunció su retirada.

### Como entrenador
Inicios
Su primera experiencia en los banquillos fue el trabajo de ayudante de Sven-Göran Eriksson en la Lazio en el año 2000.
Fiorentina
Mancini inició su carrera como primer entrenador en la Fiorentina, donde permaneció diez meses entre 2001 y 2002, a caballo entre dos temporadas. Ganó una Copa de Italia en su primer curso, pero dimitió mediado el segundo, porque el equipo ocupaba puestos de descenso.
Lazio
Tras ello, fue contratado por la Lazio. El equipo romano llegó a semifinales de la Copa de la UEFA y terminó 4.º en la Serie A, clasificándose para la previa de la Liga de Campeones. Al año siguiente, terminó 6.º en la Serie A y por lo tanto obtuvo el billete para la fase de grupos de la Copa de la UEFA, además de ganar la Copa de Italia.
Inter de Milán
En julio de 2004, Mancini fichó por el Inter de Milán. Tras una primera temporada en la que fue 3.º, ganó tres Scudetti de forma consecutiva entre 2006 y 2008, uno de ellos como resultado del Calciopoli; y dos Copas al frente del conjunto lombardo. No obstante, su hegemonía en Italia contrastaba con las decepciones en la Liga de Campeones de la UEFA.
El 29 de mayo de 2008, el Inter de Milán hizo pública la desvinculación del técnico con la entidad, después de que fuera el propio Mancini quien adelantara su marcha del club unos meses antes.
Manchester City

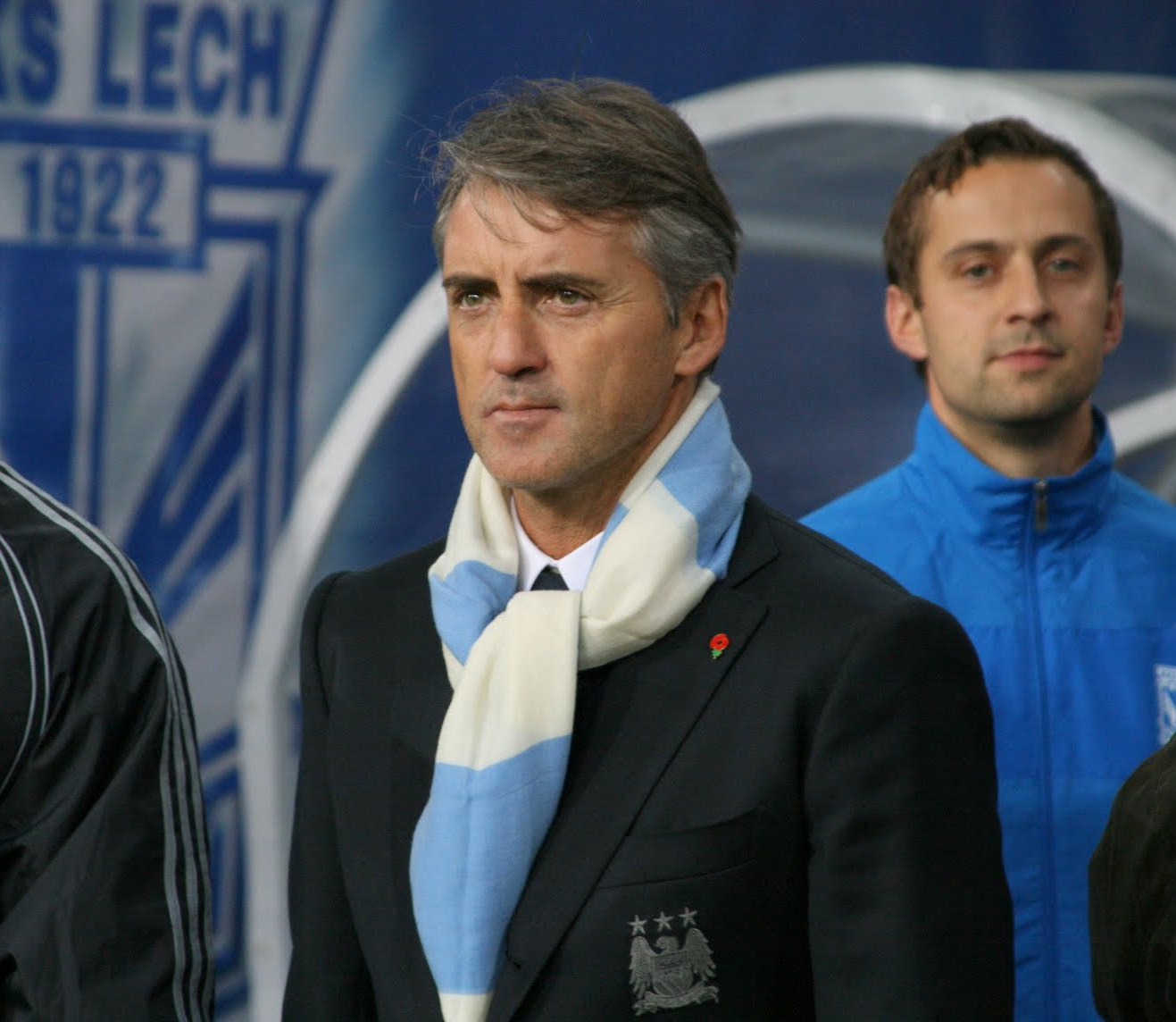
Mancini durante su etapa como entrenador del Manchester City.

El 19 de diciembre de 2009, fue nombrado sustituto del destituido Mark Hughes en el Manchester City. Con los nuevos dueños de los Emiratos Árabes Unidos, se puso en marcha un ambicioso proyecto. Tras acabar quinto en la temporada 2009-10, Mancini volvió a llevar al City a la Liga de Campeones de la UEFA mediante el tercer puesto en la temporada 2010-11. Ese mismo año, también ganó su primer trofeo en territorio inglés con los "sky blues", la FA Cup contra el Stoke City por 0-1.
Posteriormente, Mancini hizo que el Manchester City conquistara la Premier League 2011-12 tras derrotar al Queens Park Rangers en la última jornada del campeonato, logrando una hazaña histórica al remontar el marcador de 1-2 en tiempo de descuento (minutos 90 y 93), para terminar el encuentro 3-2 y así coronarse campeón de la Premier League después de más de 40 años. Tras ese éxito, renovó su contrato con la entidad hasta 2017.
Sin embargo, fue destituido el 13 de mayo de 2013, después de una mala temporada en la que el Manchester City no logró ningún título importante. En aquella fecha, el conjunto inglés ya se había quedado sin opciones de ganar la Premier League, había caído por segunda vez en la fase de grupos de la Liga de Campeones y perdió la final de la FA Cup ante el Wigan.
Galatasaray
El 30 de septiembre de 2013, Mancini fue anunciado como nuevo técnico del Galatasaray Spor Kulübü. A pesar de que se hizo cargo del equipo turco tras una contundente derrota en su primer partido de la Liga de Campeones (1-6), logró derrotar a la Juventus de Turín en el último encuentro de la fase de grupos y clasificarse para octavos de final, donde el Galatasaray fue eliminado frente al Chelsea. El equipo de Estambul logró el subcampeonato de la Liga turca y ganó la Copa de Turquía. El 11 de junio de 2014, Mancini rescindió su contrato con el club "de mutuo acuerdo".
Inter de Milán
El 14 de noviembre de 2014, Mancini inició su segunda etapa en el Inter de Milán, sustituyendo a Walter Mazzarri. Inicialmente no pudo cambiar la errática dinámica del equipo lombardo, que fue eliminado en octavos de final de la Liga Europa por el VfL Wolfsburgo, pero en la recta final de la Serie A mejoró sus resultados y llegó a engancharse en la pelea por entrar en competiciones europeas. Sin embargo, finalmente no pudo lograr dicho objetivo, y su media de puntos acabó siendo inferior a la de su predecesor.
La temporada 2015-16 comenzó con signos esperanzadores para el Inter de Mancini, que se posicionó como líder destacado del campeonato al ganar los 5 primeros partidos, presentando su candidatura a ganar el Scudetto gracias a su solidez defensiva y su rentabilidad ofensiva. Tras terminar la primera vuelta de la Serie A en 3.ª posición, los resultados decayeron en la segunda parte del torneo y el equipo lombardo se fue alejando del liderato e incluso cayó de los puestos clasificatorios para la Liga de Campeones. En la Copa de Italia, el Inter llegó a semifinales, donde fue eliminado por la Juventus en la tanda de penaltis. Finalmente, el equipo interista terminó la Serie A 2015-16 en 4.º puesto.
El 8 de agosto de 2016, el Inter anunció la rescisión del contrato de Mancini, tras completar la pretemporada con un balance de una victoria, un empate y tres derrotas.
Zenit de San Petersburgo
El 1 de junio de 2017, se convirtió en el nuevo entrenador del Zenit de San Petersburgo. Tras una sola temporada, el 13 de mayo de 2018, el club confirmó la marcha de su técnico.
Selección de Italia
El 14 de mayo de 2018, fue confirmado como nuevo seleccionador de Italia. Tres años después, el 17 de mayo de 2021, tras lograr una holgada clasificación para la Eurocopa 2020, renovó su contrato hasta 2026. El 11 de julio de 2021 se proclamó campeón de la Eurocopa 2020 en el emblemático Estadio de Wembley frente a la anfitriona selección de fútbol de Inglaterra en la tanda de penaltis. El 13 de agosto del 2023, se anunció la dimisión de Mancini tras 5 años en el cargo.
Selección de Arabia Saudita
El 27 de agosto de 2023, fue oficializado como seleccionador de Arabia Saudita.En la Copa Asiática 2023, llegó a octavos de final tras terminar líder de su grupo con 7 puntos en tres partidos, quedando eliminado en los penaltis ante Corea del Sur.El 24 de octubre de 2024, la Federación Saudita de Futbol anunció la rescisión de su contrato.

## Selección nacional
Fue internacional con Italia en 36 ocasiones, entre 1984 y 1994, logrando cuatro goles.
Formó parte de la selección italiana que acabó tercera en el Mundial de 1990. También disputó tres Eurocopas.

### Participaciones en Copas del Mundo
| Mundial                        | Sede   | Resultado     |
| ------------------------------ | ------ | ------------- |
| Copa Mundial de Fútbol de 1990 | Italia | Tercer puesto |

### Participaciones en Eurocopas
| Eurocopa                | Sede                | Resultado  |
| ----------------------- | ------------------- | ---------- |
| Eurocopa Sub-21 de 1984 | Sin sede fija       | Semifinal  |
| Eurocopa Sub-21 de 1986 | Sin sede fija       | Subcampeón |
| Eurocopa 1988           | Alemania Occidental | Semifinal  |

## Trayectoria

### Como jugador
| Club                 | País       | Año       | Partidos | Goles |
| -------------------- | ---------- | --------- | -------- | ----- |
| Bologna F. C.        | Italia     | 1981-1982 | 30       | 8     |
| U. C. Sampdoria      | Italia     | 1982-1997 | 566      | 173   |
| S. S. Lazio          | Italia     | 1997-2001 | 87       | 15    |
| Leicester City F. C. | Inglaterra | 2001      | 4        | 0     |

### Como entrenador

#### Clubes
| Equipo                     | Div.         | Temporada    | Liga  | Liga | Liga | Liga | Liga |       | Copa | Copa | Copa | Copa  |    | Internacional | Internacional | Internacional | Internacional | Internacional |   | Otros | Otros | Otros | Otros |     | Totales     | Totales | Totales | Totales | Totales | Totales | Totales | Totales |
| Equipo                     | Div.         | Temporada    | Part. | G    | E    | P    | Pos. | Part. | G    | E    | P    | Part. | G  | E             | P             | Pos.          | Part.         | G             | E | P     | Part. | G     | E     | P   | Rendimiento | GF      | GC      | Dif.    |         |         |         |         |
| -------------------------- | ------------ | ------------ | ----- | ---- | ---- | ---- | ---- | ----- | ---- | ---- | ---- | ----- | -- | ------------- | ------------- | ------------- | ------------- | ------------- | - | ----- | ----- | ----- | ----- | --- | ----------- | ------- | ------- | ------- | ------- | ------- | ------- | ------- |
| ACF Fiorentina · Italia    | 1.ª          | 2000-01      | 14    | 5    | 3    | 6    | 9.º  | 2     | 1    | 1    | 0    | -     | -  | -             | -             | -             | -             | -             | - | -     | 16    | 6     | 4     | 6   | 45.83%      | 23      | 24      | -1      |         |         |         |         |
| ACF Fiorentina · Italia    | 1.ª          | 2001-02      | 18    | 4    | 3    | 11   | Inc. | 2     | 0    | 0    | 2    | 6     | 2  | 2             | 2             | 1/16          | 1             | 0             | 0 | 1     | 27    | 6     | 5     | 16  | 28.39%      | 26      | 50      | -24     |         |         |         |         |
| ACF Fiorentina · Italia    | Total        | Total        | 32    | 9    | 6    | 17   | -    | 4     | 1    | 1    | 2    | 6     | 2  | 2             | 2             | -             | 1             | 0             | 0 | 1     | 43    | 12    | 9     | 22  | 34.89%      | 49      | 74      | -25     |         |         |         |         |
| SS Lazio · Italia          | 1.ª          | 2002-03      | 34    | 15   | 15   | 4    | 4.º  | 6     | 3    | 1    | 2    | 12    | 6  | 4             | 2             | 1/2           | -             | -             | - | -     | 52    | 24    | 20    | 8   | 58.97%      | 82      | 49      | +33     |         |         |         |         |
| SS Lazio · Italia          | 1.ª          | 2003-04      | 34    | 16   | 8    | 10   | 6.º  | 8     | 6    | 2    | 0    | 8     | 3  | 2             | 3             | FG            | -             | -             | - | -     | 50    | 25    | 12    | 13  | 58%         | 78      | 53      | +25     |         |         |         |         |
| SS Lazio · Italia          | Total        | Total        | 68    | 31   | 23   | 14   | -    | 14    | 9    | 3    | 2    | 20    | 9  | 6             | 5             | -             | -             | -             | - | -     | 102   | 49    | 32    | 21  | 58.5%       | 160     | 102     | +58     |         |         |         |         |
| Inter de Milán · Italia    | 1.ª          | 2004-05      | 38    | 18   | 18   | 2    | 3.º  | 8     | 7    | 1    | 0    | 12    | 6  | 4             | 2             | 1/4           | -             | -             | - | -     | 58    | 31    | 23    | 4   | 66.67%      | 105     | 53      | +52     |         |         |         |         |
| Inter de Milán · Italia    | 1.ª          | 2005-06      | 38    | 23   | 7    | 8    | 1.º  | 8     | 4    | 4    | 0    | 12    | 7  | 3             | 2             | 1/4           | 1             | 1             | 0 | 0     | 59    | 35    | 14    | 10  | 67.23%      | 96      | 44      | +52     |         |         |         |         |
| Inter de Milán · Italia    | 1.ª          | 2006-07      | 38    | 30   | 7    | 1    | 1.º  | 8     | 6    | 1    | 1    | 8     | 3  | 3             | 2             | 1/8           | 1             | 1             | 0 | 0     | 55    | 40    | 11    | 4   | 79.4%       | 107     | 51      | +56     |         |         |         |         |
| Inter de Milán · Italia    | 1.ª          | 2007-08      | 38    | 25   | 10   | 3    | 1.º  | 7     | 4    | 2    | 1    | 8     | 5  | 0             | 3             | 1/8           | 1             | 0             | 0 | 1     | 54    | 34    | 12    | 8   | 70.37%      | 96      | 41      | +55     |         |         |         |         |
| Manchester City Inglaterra | 1.ª          | 2009-10      | 21    | 11   | 5    | 5    | 5.º  | 6     | 3    | 1    | 2    | -     | -  | -             | -             | -             | -             | -             | - | -     | 27    | 14    | 6     | 7   | 59.26%      | 50      | 28      | +22     |         |         |         |         |
| Manchester City Inglaterra | 1.ª          | 2010-11      | 38    | 21   | 8    | 9    | 3.º  | 9     | 6    | 2    | 1    | 12    | 7  | 3             | 2             | 1/8           | -             | -             | - | -     | 59    | 34    | 13    | 12  | 64.97%      | 97      | 48      | +49     |         |         |         |         |
| Manchester City Inglaterra | 1.ª          | 2011-12      | 38    | 28   | 5    | 5    | 1.º  | 6     | 3    | 1    | 2    | 10    | 6  | 1             | 3             | 1/8           | 1             | 0             | 0 | 1     | 55    | 37    | 7     | 11  | 71.51%      | 125     | 50      | +75     |         |         |         |         |
| Manchester City Inglaterra | 1.ª          | 2012-13      | 36    | 22   | 9    | 5    | Inc. | 7     | 5    | 0    | 2    | 6     | 0  | 3             | 3             | FG            | 1             | 1             | 0 | 0     | 50    | 28    | 12    | 10  | 64%         | 89      | 50      | +39     |         |         |         |         |
| Manchester City Inglaterra | Total        | Total        | 133   | 82   | 27   | 24   | -    | 28    | 17   | 4    | 7    | 28    | 13 | 7             | 8             | -             | 2             | 1             | 0 | 1     | 191   | 113   | 38    | 40  | 65.79%      | 361     | 176     | +185    |         |         |         |         |
| Galatasaray Turquía        | 1.ª          | 2013-14      | 28    | 16   | 7    | 5    | 2.º  | 11    | 6    | 4    | 1    | 7     | 2  | 2             | 3             | 1/8           | -             | -             | - | -     | 46    | 24    | 13    | 9   | 61.59%      | 82      | 47      | +35     |         |         |         |         |
| Galatasaray Turquía        | Total        | Total        | 28    | 16   | 7    | 5    | -    | 11    | 6    | 4    | 1    | 7     | 2  | 2             | 3             | -             | -             | -             | - | -     | 46    | 24    | 13    | 9   | 61.59%      | 82      | 47      | +35     |         |         |         |         |
| Inter de Milán · Italia    | 1.ª          | 2014-15      | 27    | 10   | 9    | 8    | 8.º  | 2     | 1    | 0    | 1    | 6     | 2  | 2             | 2             | 1/8           | -             | -             | - | -     | 35    | 13    | 11    | 11  | 47.62%      | 52      | 44      | +8      |         |         |         |         |
| Inter de Milán · Italia    | 1.ª          | 2015-16      | 38    | 20   | 7    | 11   | 4.º  | 4     | 3    | 0    | 1    | -     | -  | -             | -             | -             | -             | -             | - | -     | 42    | 23    | 7     | 12  | 60.32%      | 58      | 41      | +17     |         |         |         |         |
| Inter de Milán · Italia    | Total        | Total        | 217   | 126  | 58   | 33   | -    | 37    | 25   | 8    | 4    | 46    | 23 | 12            | 11            | -             | 3             | 2             | 0 | 1     | 303   | 176   | 78    | 49  | 70.8%       | 514     | 274     | +240    |         |         |         |         |
| Zenit · Rusia              | 1.ª          | 2017-18      | 30    | 14   | 11   | 5    | 5.º  | 1     | 0    | 0    | 1    | 14    | 8  | 2             | 4             | 1/8           | -             | -             | - | -     | 45    | 22    | 13    | 10  | 58.52%      | 74      | 35      | +39     |         |         |         |         |
| Zenit · Rusia              | Total        | Total        | 30    | 14   | 11   | 5    | -    | 1     | 0    | 0    | 1    | 14    | 8  | 2             | 4             | -             | -             | -             | - | -     | 45    | 22    | 13    | 10  | 58.52%      | 74      | 35      | +39     |         |         |         |         |
| Total clubes               | Total clubes | Total clubes | 508   | 278  | 132  | 98   | -    | 95    | 58   | 20   | 17   | 121   | 57 | 31            | 33            | -             | 6             | 3             | 0 | 3     | 730   | 396   | 183   | 151 | 62.61%      | 1240    | 708     | +532    |         |         |         |         |
| 1. 2. 3.                   |              |              |       |      |      |      |      |       |      |      |      |       |    |               |               |               |               |               |   |       |       |       |       |     |             |         |         |         |         |         |         |         |

#### Selecciones
| Italia              | 2017-18             | -   | -   | -   | -   | -   | -   | -  | -  | -  | -   | -  | -  | -  | -   | 5  | 2  | 2 | 1 | 5   | 2   | 2   | 1   | 53.33% | 6    | 6   | +0   |
| Italia              | 2018-19             | 4   | 1   | 2   | 1   | 8.º | 10  | 10 | 0  | 0  | -   | -  | -  | -  | -   | -  | -  | - | - | 14  | 11  | 2   | 1   | 83.33% | 39   | 6   | +33  |
| Italia              | 2019-20             | -   | -   | -   | -   | -   | -   | -  | -  | -  | -   | -  | -  | -  | -   | 2  | 2  | 0 | 0 | 2   | 2   | 0   | 0   | 100%   | 10   | 0   | +10  |
| Italia              | 2020-21             | 8   | 4   | 3   | 1   | 3.º | 8   | 4  | 4  | 0  | 7   | 5  | 2  | 0  | 1.º | 2  | 2  | 0 | 0 | 25  | 15  | 9   | 1   | 72%    | 47   | 11  | +36  |
| Italia              | 2021-22             | 1   | 0   | 0   | 1   | 2.º | 1   | 0  | 0  | 1  | -   | -  | -  | -  | -   | 1  | 1  | 0 | 0 | 3   | 1   | 0   | 2   | 33.33% | 3    | 6   | -3   |
| Italia              | 2022-23             | 8   | 4   | 2   | 2   | 3.º | 2   | 1  | 0  | 1  | -   | -  | -  | -  | -   | 2  | 1  | 0 | 1 | 12  | 6   | 2   | 4   | 55.56% | 18   | 16  | +2   |
| Italia              | Total               | 21  | 9   | 7   | 5   | -   | 21  | 15 | 4  | 2  | 7   | 5  | 2  | 0  | -   | 12 | 8  | 2 | 2 | 61  | 37  | 15  | 9   | 68.86% | 123  | 45  | +78  |
| Arabia Saudita      | 2023-24             | 4   | 2   | 2   | 0   | 1/8 | 6   | 4  | 1  | 1  | -   | -  | -  | -  | -   | 7  | 2  | 2 | 3 | 17  | 8   | 5   | 4   | 56.86% | 24   | 14  | +10  |
| Arabia Saudita      | 2024-25             | -   | -   | -   | -   | -   | 4   | 1  | 2  | 1  | -   | -  | -  | -  | -   | -  | -  | - | - | 4   | 1   | 2   | 1   | 41.67% | 3    | 4   | -1   |
| Arabia Saudita      | Total               | 4   | 2   | 2   | 0   | -   | 10  | 5  | 3  | 2  | -   | -  | -  | -  | -   | 7  | 2  | 2 | 3 | 21  | 9   | 7   | 5   | 53.97% | 27   | 18  | +9   |
| Total selecciones   | Total selecciones   | 25  | 11  | 9   | 5   | -   | 31  | 20 | 7  | 4  | 7   | 5  | 2  | 0  | -   | 19 | 10 | 4 | 5 | 82  | 46  | 22  | 14  | 65.04% | 150  | 63  | +87  |
| Total en su carrera | Total en su carrera | 533 | 289 | 141 | 103 | -   | 126 | 78 | 27 | 21 | 128 | 62 | 33 | 33 | -   | 25 | 13 | 4 | 8 | 812 | 442 | 205 | 165 | 62.85% | 1390 | 771 | +619 |

##### Estadísticas como seleccionador de Italia
| Torneo                        | Año       | PJ | PG | PE | PP | GF  | GC | DF  | Pts | Resultado    | Rendimiento |
| ----------------------------- | --------- | -- | -- | -- | -- | --- | -- | --- | --- | ------------ | ----------- |
| Liga de Naciones UEFA 2018-19 | 2018      | 4  | 1  | 2  | 1  | 2   | 2  | +0  | 5   | Primera Fase | 41.67%      |
| Clasificatorias Eurocopa 2020 | 2018-2019 | 10 | 10 | 0  | 0  | 37  | 4  | +33 | 30  | Clasificado  | 100%        |
| Eurocopa 2020                 | 2021      | 7  | 5  | 2  | 0  | 13  | 4  | +9  | 17  | Campeón      | 88.89%      |
| Liga de Naciones UEFA 2020-21 | 2020-2021 | 8  | 4  | 3  | 1  | 10  | 5  | +5  | 15  | 3.er lugar   | 62.5%       |
| Clasificatorias Catar 2022    | 2021-2022 | 9  | 4  | 4  | 1  | 13  | 3  | +10 | 16  | No clasificó | 59.25%      |
| Finalissima 2022              | 2022      | 1  | 0  | 0  | 1  | 0   | 3  | -3  | 0   | Subcampeón   | 0%          |
| Liga de Naciones UEFA 2022-23 | 2022-2023 | 8  | 4  | 2  | 2  | 12  | 11 | +1  | 14  | 3.er lugar   | 58.33%      |
| Clasificatorias Eurocopa 2024 | 2023      | 2  | 1  | 0  | 1  | 3   | 2  | +1  | 3   | Inconclusa   | 50%         |
| Amistosos                     | 2018-2023 | 12 | 8  | 2  | 2  | 33  | 11 | +22 | 26  | +8 PG        | 72.23%      |
| Total                         | Total     | 61 | 37 | 15 | 9  | 123 | 45 | +78 | 126 | Un título    | 68.86%      |

##### Estadísticas como seleccionador de Arabia Saudita
| Torneo                                            | Año       | PJ | PG | PE | PP | GF | GC | DF | Pts | Resultado        | Rendimiento |
| ------------------------------------------------- | --------- | -- | -- | -- | -- | -- | -- | -- | --- | ---------------- | ----------- |
| Clasificatorias México/Estados Unidos/Canadá 2026 | 2023-2025 | 10 | 5  | 3  | 2  | 15 | 7  | +8 | 18  | Tercera ronda    | 60%         |
| Copa Asiática 2023                                | 2024      | 4  | 2  | 2  | 0  | 5  | 2  | +3 | 8   | Octavos de final | 66.67%      |
| Amistosos                                         | 2023-Act. | 7  | 2  | 2  | 3  | 7  | 9  | -2 | 8   | +2 PG            | 38.09%      |
| Total                                             | Total     | 21 | 9  | 7  | 5  | 27 | 18 | +9 | 34  | Sin títulos      | 53.97%      |

#### Resumen por competiciones
| Competición                  | Partidos | Ganados | Empatados | Perdidos | %      | Resultado              |
| Clubes                       | Clubes   | Clubes  | Clubes    | Clubes   | Clubes | Clubes                 |
| ---------------------------- | -------- | ------- | --------- | -------- | ------ | ---------------------- |
| Serie A                      | 317      | 166     | 87        | 64       | 61.52% | Campeón                |
| Copa Italia                  | 55       | 35      | 12        | 8        | 70.91% | Campeón                |
| Supercopa de Italia          | 4        | 2       | 0         | 2        | 50%    | Campeón                |
| Premier League               | 133      | 82      | 27        | 24       | 68.42% | Campeón                |
| FA Cup                       | 19       | 13      | 3         | 3        | 73.68% | Campeón                |
| EFL Cup                      | 9        | 4       | 1         | 4        | 48.14% | Semifinales            |
| Community Shield             | 2        | 1       | 0         | 1        | 50%    | Campeón                |
| Superliga de Turquía         | 28       | 16      | 7         | 5        | 65.47% | Subcampeón             |
| Copa de Turquía              | 11       | 6       | 4         | 1        | 66.67% | Campeón                |
| Liga Premier de Rusia        | 30       | 14      | 11        | 5        | 58.89% | 5.º lugar              |
| Copa de Rusia                | 1        | 0       | 0         | 1        | 0%     | Dieciseisavos de final |
| Liga de Campeones de la UEFA | 67       | 29      | 18        | 20       | 52.24% | Cuartos de final       |
| Liga Europa de la UEFA       | 54       | 28      | 13        | 13       | 59.87% | Semifinales            |
| Total clubes                 | 730      | 396     | 183       | 151      | 62.61% | 13 Títulos             |
| Selecciones                  |          |         |           |          |        |                        |
| Liga de Naciones             | 20       | 9       | 7         | 4        | 56.67% | 3.er lugar             |
| Clasificatorias Eurocopa     | 12       | 11      | 0         | 1        | 91.67% | Clasificado            |
| Eurocopa                     | 7        | 5       | 2         | 0        | 80.95% | Campeón                |
| Clasificatorias Mundial UEFA | 9        | 4       | 4         | 1        | 59.25% | No clasificado         |
| Finalissima                  | 1        | 0       | 0         | 1        | 0%     | Subcampeón             |
| Clasificatorias Mundial AFC  | 10       | 5       | 3         | 2        | 60%    | Tercera ronda          |
| Copa Asiática                | 4        | 2       | 2         | 0        | 66.67% | Octavos de final       |
| Amistosos                    | 19       | 10      | 4         | 5        | 59.65% | +10 PG                 |
| Total selección              | 82       | 46      | 22        | 14       | 65.04% | 1 Título               |
| Total en su carrera          | 812      | 442     | 205       | 165      | 62.85% | 14 Títulos             |

## Palmarés

### Como jugador

#### Campeonatos nacionales
| Título              | Club            | País   | Año     |
| ------------------- | --------------- | ------ | ------- |
| Copa Italia         | U. C. Sampdoria | Italia | 1984-85 |
| Copa Italia         | U. C. Sampdoria | Italia | 1987-88 |
| Copa Italia         | U. C. Sampdoria | Italia | 1988-89 |
| Serie A             | U. C. Sampdoria | Italia | 1990-91 |
| Supercopa de Italia | U. C. Sampdoria | Italia | 1991    |
| Copa Italia         | U. C. Sampdoria | Italia | 1993-94 |
| Copa Italia         | S. S. Lazio     | Italia | 1997-98 |
| Supercopa de Italia | S. S. Lazio     | Italia | 1998    |
| Serie A             | S. S. Lazio     | Italia | 1999-00 |
| Copa Italia         | S. S. Lazio     | Italia | 1999-00 |
| Supercopa de Italia | S. S. Lazio     | Italia | 2000    |

#### Copas internacionales
| Título              | Club            | Sede       | Año     |
| ------------------- | --------------- | ---------- | ------- |
| Recopa de Europa    | U. C. Sampdoria | Gotemburgo | 1989-90 |
| Recopa de Europa    | S. S. Lazio     | Birmingham | 1998-99 |
| Supercopa de Europa | S. S. Lazio     | Mónaco     | 1999    |

### Como entrenador

#### Campeonatos nacionales
| Título              | Club                  | País       | Año     |
| ------------------- | --------------------- | ---------- | ------- |
| Copa Italia         | A. C. F. Fiorentina   | Italia     | 2000–01 |
| Copa Italia         | S. S. Lazio           | Italia     | 2003–04 |
| Copa Italia         | Inter de Milán        | Italia     | 2004–05 |
| Supercopa de Italia | Inter de Milán        | Italia     | 2005    |
| Serie A             | Inter de Milán        | Italia     | 2005–06 |
| Copa Italia         | Inter de Milán        | Italia     | 2005–06 |
| Supercopa de Italia | Inter de Milán        | Italia     | 2006    |
| Serie A             | Inter de Milán        | Italia     | 2006–07 |
| Serie A             | Inter de Milán        | Italia     | 2007–08 |
| FA Cup              | Manchester City F. C. | Inglaterra | 2010–11 |
| Premier League      | Manchester City F. C. | Inglaterra | 2011-12 |
| Community Shield    | Manchester City F. C. | Inglaterra | 2012    |
| Copa de Turquía     | Galatasaray S. K.     | Turquía    | 2014    |

#### Campeonatos internacionales
| Título   | Equipo              | Sede   | Año  |
| -------- | ------------------- | ------ | ---- |
| Eurocopa | Selección de Italia | Europa | 2020 |

## Vida privada
Su hijo, Andrea Mancini, también es futbolista y jugó para el Real Valladolid "B" de España.